# 德佩湖
53°46′38″N 11°31′51″E / 53.77722°N 11.53083°E

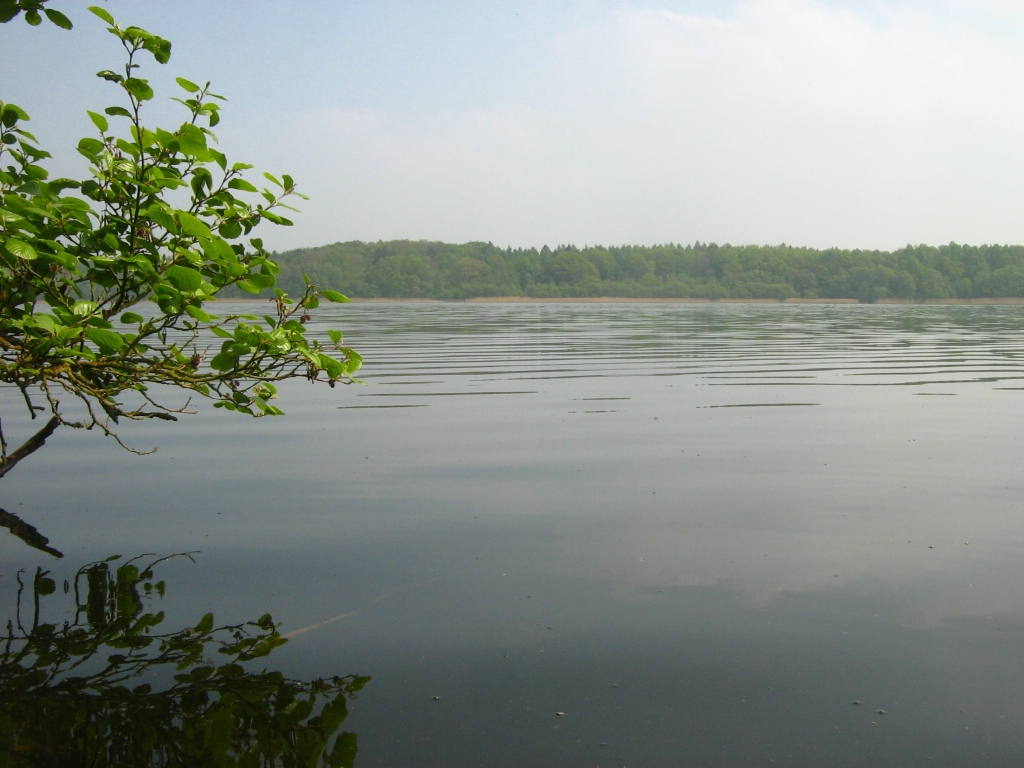

德佩湖（德語：Döpe），是德國的湖泊，位於該國東北部，由梅克倫堡-前波美拉尼亞州負責管轄，處於西北梅克倫堡縣，長1.9公里、寬0.6公里，面積0.77平方公里，海拔高度38米，平均水深3米，最大水深10米，水體容量229萬立方米。